# Lord Kinnaird

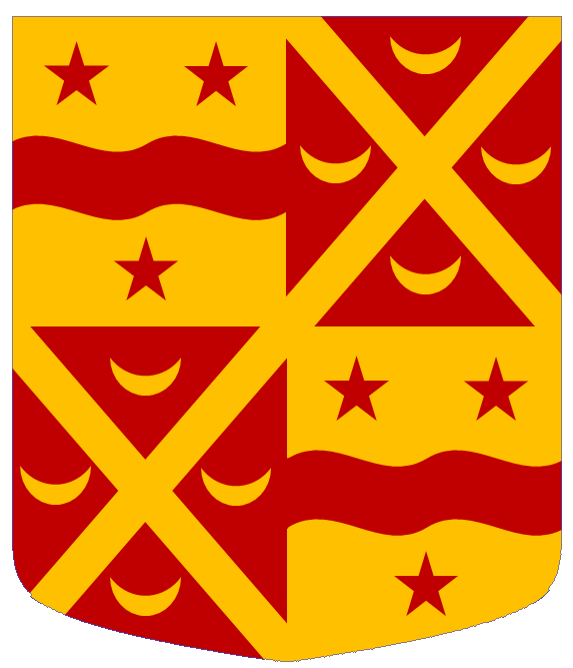
Wappen der Lords Kinnaird

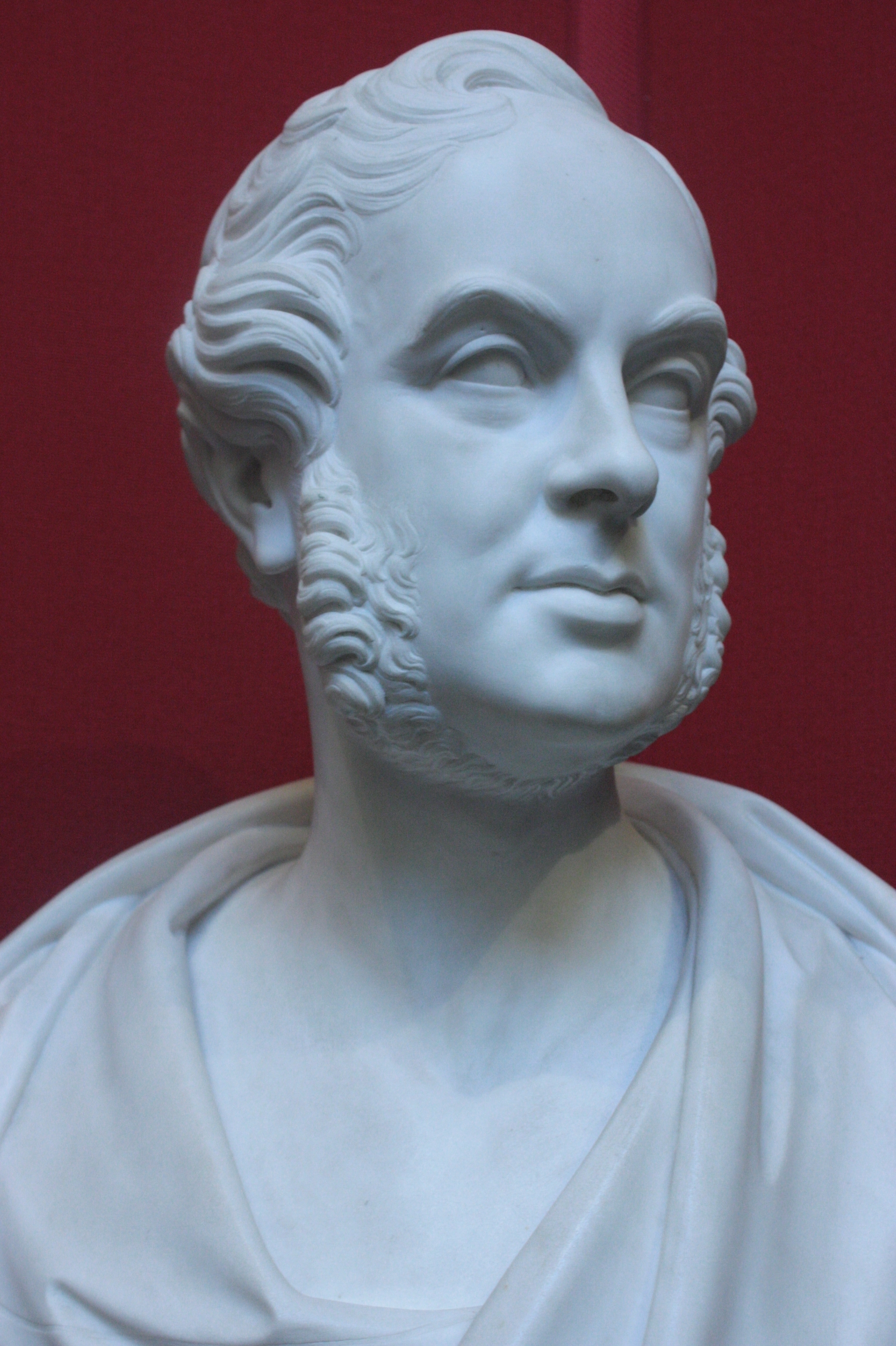
George Kinnaird, 9. Lord Kinnaird

Lord Kinnaird, of Inchture in the County of Perth, war ein erblicher britischer Adelstitel in der Peerage of Scotland.

## Verleihung und weitere Titel
Der Titel wurde am 28. Dezember 1682 von König Karl II. an den royalistischen Politiker Sir George Kinnaird verliehen.
Dessen Ururururenkel, der 9. Lord, wurde am 20. Jun 1831 in der Peerage of the United Kingdom auch zum Baron Rossie, of Rossie in the County of Perth, erhoben. Da dessen beide Söhne vor ihm starben, wurde ihm am 1. September 1860 in der Peerage of the United Kingdom zudem der Titel Baron Kinnaird, of Rossie in the County of Perth, verliehen, diesmal mit dem besonderen Zusatz, dass dieser Titel in Ermangelung eigener männlicher Nachkommen auch an seinen Bruder Arthur und dessen männliche Nachkommen vererbbar sei. Letzterer beerbte ihn entsprechend 1878 als 10. Lord Kinnard und 2. Baron Kinnaird, während die Baronie Rossie erlosch.
Die beiden Titel erloschen schließlich am 27. Februar 1997, beim Tod von dessen Urenkel, dem 13. Lord, dessen einziger Sohn jung gestorben war.

## Liste der Lords Kinnaird (1682)
- George Kinnaird, 1. Lord Kinnaird († 1689)
- Patrick Kinnaird, 2. Lord Kinnaird (1653–1701)
- Patrick Kinnaird, 3. Lord Kinnaird (1683–1715)
- Patrick Kinnaird, 4. Lord Kinnaird (1707–1727)
- Charles Kinnaird, 5. Lord Kinnaird (1684–1758)
- Charles Kinnaird, 6. Lord Kinnaird (1719–1767)
- George Kinnaird, 7. Lord Kinnaird (1754–1805)
- Charles Kinnaird, 8. Lord Kinnaird (1780–1826)
- George Kinnaird, 9. Lord Kinnaird, 1. Baron Rossie, 1. Baron Kinnaird (1807–1878)
- Arthur Kinnaird, 10. Lord Kinnaird, 2. Baron Kinnaird (1814–1887)
- Arthur Kinnaird, 11. Lord Kinnaird, 3. Baron Kinnaird (1847–1923)
- Kenneth Kinnaird, 12. Lord Kinnaird, 4. Baron Kinnaird (1880–1972)
- Graham Kinnaird, 13. Lord Kinnaird, 5. Baron Kinnaird (1912–1997)